# Lasarte
Lasarte es una localidad española del municipio de Lasarte-Oria, perteneciente a la provincia de Guipúzcoa, en la comunidad autónoma del País Vasco.

## Historia
Hacia mediados del siglo XIX, el lugar estaba dividido en dos barrios, uno de ellos perteneciente a Hernani y el otro a Urnieta. Aparece descrito en el décimo volumen del Diccionario geográfico-estadístico-histórico de España y sus posesiones de Ultramar de Pascual Madoz con las siguientes palabras:

LASARTE: pobl. en la prov. de Guipúzcoa, part. jud. de San Sebastian (1 leg.), dióc. de Pamplona: sit. en una hermosa campiña bañada por el r. Oria y en la nueva carretera de Andoain á Irun por San Sebastian: disfruta de clima saludable. Se compone de 2 barrios dependientes el uno de la jurisd. de Hernani y el otro de la de Urnieta, cuyos alc. ordinarios nombran respectivamente su ped. en cada uno de aquellos; comunícanse los barrios ó sea el casco de la pobl., que reune 34 casas por medio de un puente nuevo, á causa de un riach. que bajando de Urnieta, los cruza antes de incorporarse con el espresado r. En el barrio de Hernani está la casa concejil y la cárcel; y aunque tambien las hubo antiguamente en el de Urnieta, son ya de particulares, por haberlos enagenado la dicha v. en tiempo de la guerra de la Independencia; en el mismo hay un buen matadero, escuela de ambos sexos, concurrida por 32 alumnos y dotada con unos 900 rs.; la igl. parr. (San Pedro), de primer ascenso, escuela de ambos sexos, concurrida por 32 alumnos y dotada con unos 900 rs.; la igl. parr. (San Pedro), de primer ascenso, servida por un vicario de provision de 7 propietarios del pueblo, y un conv. de Brígidas recoletas, cuyo patrono el Sr. marqués de San Millan tiene su palacio pegante al mismo; la comunidad consta de 18 religiosas y tiene un capellan. Para el buen servicio de los viajeros se han establecido recientemente 2 posadas, aparte de otras 2 que ya existian; para beber y demas usos domésticos, aprovechan 3 fuentes de aguas esquisitas y ferruginosas. Fuera de la pobl. hay 13 cas. en el barrio de Hernani, y 5 entre ellos la fáb. de los Sres. Brunete, en el de Urnieta. El term. confina N. San Sebastian; E. Hernani y Urnieta; S. Andoain, y O. Usurbel. El terreno es de buena calidad, y la agricultura ha hecho grandes progresos en los últimos 40 años; bañando el riach. y r. espresados. caminos: ademas de la nueva carretera de que se ha hecho mérito, hay proyectado un raml que partiendo de Lasarte dirija á Zarauz, Oiquina ó Aizarrazabal. El correo se recibe de San Sebastian. prod.: trigo, maiz, haba y otras legumbres y manzanas; cria de ganado vacuno y algo de lanar, y se pescan barbos, truchas y algunas veces salmones. ind.: 2 molinos harineros con 3 piedras cada uno, una ferr., una fáb. de anclas que no trabaja en la actualidad; y se está montando otra de tejidos de algodon propia de los Sres. Brunete, del comercio de San Sebastian. pobl. y riqueza con las v. de que depende.
(Madoz, 1847, p. 92)

Ambos barrios se unieron a Oria en 1986 para dar lugar al nuevo municipio de Lasarte-Oria. En 2023, la entidad singular de población de Lasarte tenía empadronados 12 853 habitantes y el núcleo de población, 12 843.

## Patrimonio

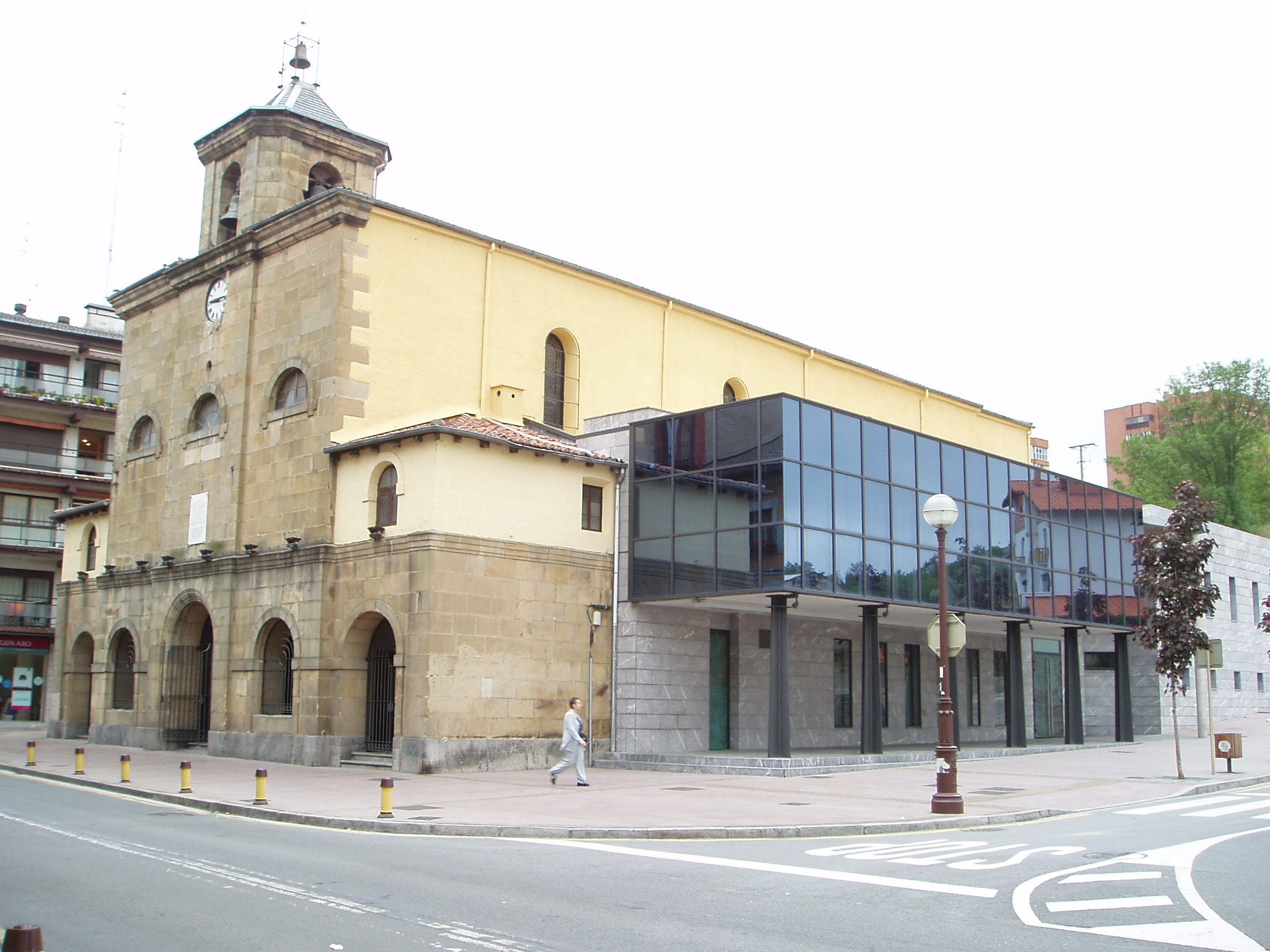
La iglesia de San Pedro

Hay en el lugar una iglesia de San Pedro.